# Euphoresia insularis
Euphoresia insularis är en skalbaggsart som beskrevs av Frey 1960. Euphoresia insularis ingår i släktet Euphoresia och familjen Melolonthidae. Inga underarter finns listade i Catalogue of Life.